# ۱۳۷۲ (قمری)
۱۳۷۲ (قمری)، هزار و سیصد و هفتاد و دومین سال در گاهشماری هجری قمری است. اول محرم این سال برابر با بیست و یکم سپتامبر سال ۱۹۵۲ میلادی است.

## درگذشتگان
- 3 جمادی‌الاول - سید محمد حجت کوه‌کمری : مرجع تقلید شیعه .